# Warrenton (Geórgia)
Warrenton é uma cidade localizada no estado americano de Geórgia, no Condado de Warren.

## Demografia
Segundo o censo americano de 2000, a sua população era de 2013 habitantes.
Em 2006, foi estimada uma população de 1973, um decréscimo de 40 (-2.0%).

## Geografia
De acordo com o United States Census Bureau tem uma área de 4,9 km², dos quais 4,9 km² cobertos por terra e 0,0 km² cobertos por água. Warrenton localiza-se a aproximadamente 160 m acima do nível do mar.

## Localidades na vizinhança
O diagrama seguinte representa as localidades num raio de 24 km ao redor de Warrenton.